# Gerhard Seeliger
Gerhard Wolfgang Seeliger (* 30. April 1860 in Biala; † 24. November 1921 in Leipzig) war ein deutscher Historiker.

## Leben

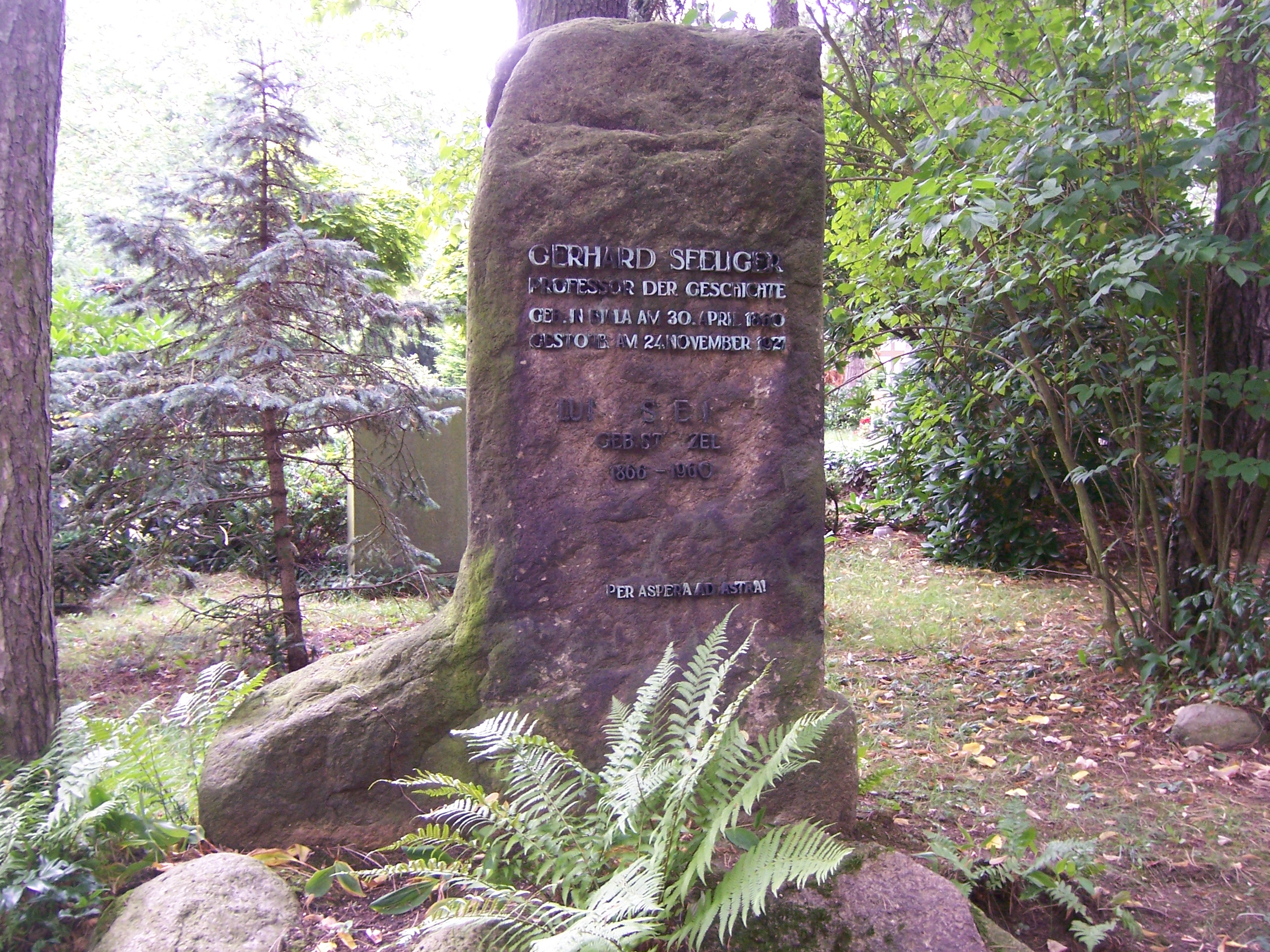
Grabstätte Gerhard Wolfgang Seeliger auf dem Südfriedhof in Leipzig

Gerhard Wolfgang Seeliger, geboren in Biala in der Bielitz-Bialaer Sprachinsel, war ein Sohn des Politikers, langjährigen Bürgermeisters von Biala und Publizisten Rudolf Theodor Seeliger (1810–1884) und hatte sieben Geschwister, u. a. sein Bruder war der Astronom Hugo von Seeliger. Seine wohlhabende protestantische Familie ermöglichte ihm, sich frei von Beschränkungen der Wissenschaft zu widmen. Er studierte seit 1879 Nationalökonomie und Geschichte an der Universität Wien, wechselte nach Berlin, wo er 1874 zum Doktor der Philosophie promoviert wurde. 1887 habilitierte er sich an der Universität München für Geschichte und war dort als Privatdozent tätig.
1895 berief die Universität Leipzig Seeliger zum ordentlichen Professor für Historische Hilfswissenschaften sowie Mittlere und Neuere Geschichte. In seinen Vorlesungen behandelte er mit Vorliebe die deutsche Geschichte des Mittelalters vor der Reformationszeit. Für die von ihm herausgegebene Reihe von hilfswissenschaftlichen Tafelwerken Urkunden und Siegel in Nachbildungen für den akademischen Gebrauch konnte er sich die Mitarbeit von Albert Brackmann, Oswald Redlich und Friedrich Philippi sichern. Seeliger beteiligte sich auch an den organisatorischen Aufgaben der Leipziger Hochschule. So war er im Jahr 1908/09 Dekan der philosophischen Fakultät und 1905/06 Rektor der Alma Mater. Er war seit 1898 Herausgeber der Historischen Vierteljahrsschrift und wurde 1907 Geheimer Hofrat. 1907 leitete er den Deutschen Historikertag in Dresden. Seit 1900 war er ordentliches Mitglied der Sächsischen Akademie der Wissenschaften und seit 1919 korrespondierendes Mitglied der Bayerischen Akademie der Wissenschaften. Von 1906 bis 1907 war er Vorsitzender des deutschen Historikerverbandes.
Seeliger vertrat die Ansicht, dass die öffentliche Ordnung im hohen Mittelalter staatliche Qualität besessen habe; er anerkannte aber auch die Bedeutung wirtschaftlicher und sozialer Kräfte, die auf kommunaler und privatwirtschaftlicher Ebene die innerstaatlichen Verhältnisse mit ausgestaltet hätten.
Seeliger vertrat politisch konservative Positionen und schloss sich demzufolge 1920 der DNVP an.
Seeliger hatte 1887 Louise Stölzel geheiratet. Aus der Ehe gingen fünf Kinder hervor.

## Werke (Auswahl)
- Das deutsche Hofmeisteramt im späten Mittelalter. Innsbruck 1885, urn:nbn:de:bvb:12-bsb11635964-8.
- Erzkanzler und Reichskanzleien. Innsbruck 1889  (Digitalisat).
- Die Kapitularien der Karolinger. München 1893.
- Die soziale und politische Bedeutung der Grundherrschaft im früheren Mittelalter. Leipzig 1903.
- Studien zur älteren Verfassungsgeschichte Kölns. Leipzig 1909.
- Staat und Grundherrschaft in der älteren deutschen Geschichte. Leipzig 1909.
- Conquests and Imperial Coronation of Charles the Great. Legislation and Administration of Charles the Great. In: Cambridge Medieval History, Band 2, Macmillan, London 1913.
- Das Deutschtum in den Westbeskiden und die Herzogtümer Auschwitz und Zator, Perthes, Gotha 1916.